# Douglas Engelbart

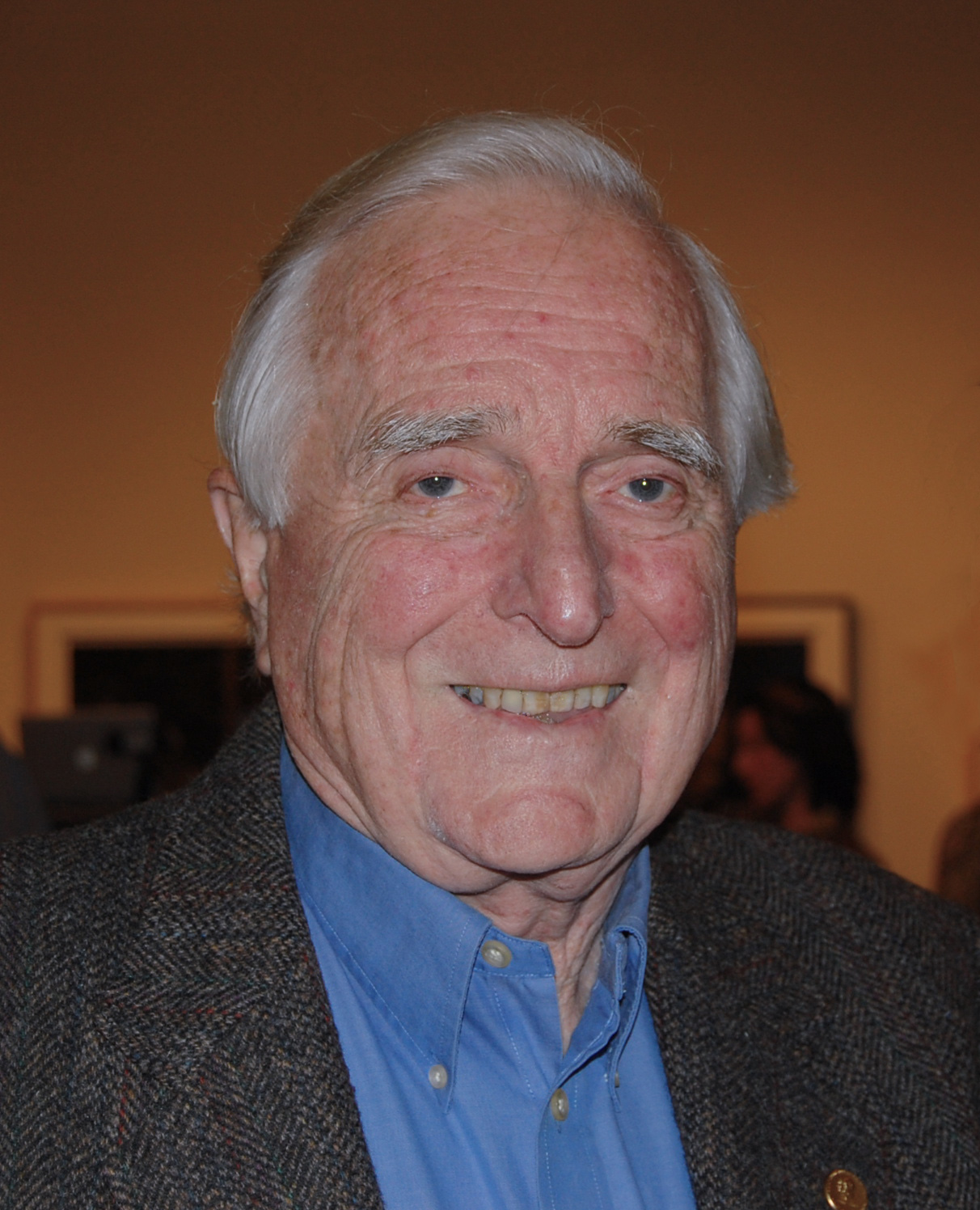
Douglas Engelbart

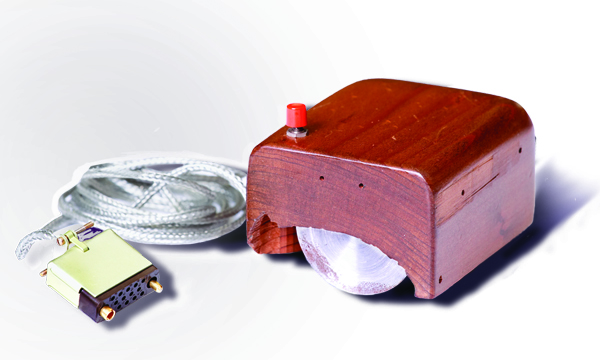
Prototype van Engelbart's computermuis.

Douglas Carl Engelbart (Portland, 30 januari 1925 – Atherton, 2 juli 2013) was een Amerikaans elektrotechnicus en de mede-uitvinder van de computermuis (1963).

## Biografie
Engelbart werd geboren als zoon van Carl Louis Engelbart en Gladys Charlotte Amelia Munson Engelbart. Hij groeide op in Oregon, om na de Franklin High School te Portland in 1942 elektrotechniek te studeren aan de Oregon State University. Kort voor het einde van de Tweede Wereldoorlog werd hij echter als dienstplichtig soldaat opgeroepen en diende hij twee jaar bij de Amerikaanse marine als radartechnicus op de Filipijnen. Hierna vervolgde hij zijn studie aan de Oregon State University, waar hij in 1948 zijn Bachelor (BA) haalde in de elektrotechniek.
In 1952 haalde hij een BA aan de Universiteit van Californië - Berkeley, en in 1955 haalde hij een Ph.D. aan dezelfde universiteit. Nadat hij tevergeefs had geprobeerd zijn kennis op het gebied van opslagsystemen te gelde te maken in een eigen bedrijfje, werkte hij aan het Stanford Research Institute, waar hij het Augmentation Research Center stichtte. Engelbart werd op 17 november 1970 patent verleend voor een houten doosje met twee metalen wieltjes en een rood knopje, dat werd omschreven als een "X-Y positie-indicator voor een beeldschermsysteem" ("X-Y Position Indicator for a Display System"). Omdat het snoer naar de computer als een staart uit de achterkant van het doosje kwam, werd het apparaatje op Engelbarts laboratorium een mouse (muis) genoemd. De cursor op het scherm werd bug (kever) genoemd, maar die naam is niet blijven hangen.
Engelbart was niet alleen de uitvinder van de muis, maar was ook de stuwende kracht achter hypertekst; netwerksoftware; videoconferentie; en de grafische gebruikersinterface met vensters - zoals die voor het eerst commercieel werd toegepast door Xerox, en later in de jaren tachtig door Apple Computer en Microsoft. Veel van deze technieken werden in de jaren zestig toegepast in het voor die tijd revolutionaire NLS (oNLine System). Op 8 december 1968 werd dat systeem voor het eerst gedemonstreerd in wat wel The Mother of All Demos (de moeder van alle demo's) wordt genoemd. Ook was Engelbart betrokken bij de ontwikkeling van Arpanet, de voorloper van het internet dat in 1969 in gebruik werd genomen.
Zelf verdiende Engelbart niets aan zijn uitvindingen. Voor hem waren het allemaal maar voetnoten bij een veel groter project: de mensheid helpen bij het oplossen van steeds complexere problemen. Hij bouwde daarbij voort op het artikel As we may think (1945) van Vannevar Bush en legde zijn bevindingen neer in het rapport Augmenting Human Intellect (1962).
Vanaf 1976 raakte Engelbarts carrière in het slop. Voor het Augmentation Research Center waren steeds minder fondsen beschikbaar, en veel van zijn medewerkers vertrokken naar het laboratorium van Xerox PARC. In 1978 werd hij in dienst genomen door Tymshare, waar hij echter na korte tijd op een zijspoor werd gerangeerd.
Engelbart leidde hierna een wat teruggetrokken leven. Zijn Augmentation Research Center, en de samen met zijn dochter gestichte Bootstrap-stichting – gericht op het delen van kennis – werden ondergebracht in een bescheiden werkkamer bij de computermuizenfabrikant Logitech.

## Erkenning
Hij ontving diverse eerbewijzen, waaronder de Lemelson-MIT Prize, en de Turing Award (beide prijzen in 1997); en uit handen van voormalig president Bill Clinton de National Medal of Technology (2000). In 2001 werd hem de Lovelace Medal van de British Computer Society verleend. Engelbart bezat 20 patenten. Het werkwoord grokken was zijn favoriete woord.
- Association for Computing Machinery: 81100342853
- Bibliothèque nationale de France: cb144348037 (data)
- CiNii: DA18508311
- DBLP: e/DouglasCEngelbart
- Gemeinsame Normdatei: 124884253
- International Standard Name Identifier: 0000 0000 7867 8672
- Library of Congress Control Number: nr99004444
- SNAC: w6ms3vg3
- Système universitaire de documentation: 169447308
- Virtual International Authority File: 29451617
- WorldCat: E39PBJgRWWgMmBTbvKYmfRwBfq

1966: Alan J. Perlis ·
1967: Maurice V. Wilkes ·
1968: Richard Hamming ·
1969: Marvin Minsky ·
1970: J.H. Wilkinson ·
1971: John McCarthy ·
1972: Edsger Dijkstra ·
1973: Charles W. Bachman ·
1974: Donald E. Knuth ·
1975: Allen Newell, Herbert Simon ·
1976: Michael Rabin, Dana S. Scott ·
1977: John Backus ·
1978: Robert W. Floyd ·
1979: Kenneth E. Iverson ·
1980: Tony Hoare ·
1981: Edgar F. (Ted) Codd ·
1982: Stephen A. Cook ·
1983: Ken Thompson, Dennis M. Ritchie ·
1984: Niklaus Wirth ·
1985: Richard M. Karp ·
1986: John Hopcroft, Robert Tarjan ·
1987: John Cocke ·
1988: Ivan Sutherland ·
1989: William Kahan ·
1990: Fernando J. Corbató ·
1991: Robin Milner ·
1992: Butler Lampson ·
1993: Juris Hartmanis, Richard E. Stearns ·
1994: Edward Feigenbaum, Raj Reddy ·
1995: Manuel Blum ·
1996: Amir Pnueli ·
1997: Douglas Engelbart ·
1998: Jim Gray ·
1999: Frederick P. Brooks, Jr. ·
2000: Andrew Chi-Chih Yao ·
2001: Ole-Johan Dahl, Kristen Nygaard ·
2002: Ron Rivest, Adi Shamir, Leonard M. Adleman ·
2003: Alan Kay ·
2004: Vinton G. Cerf, Robert E. Kahn ·
2005: Peter Naur ·
2006: Frances E. Allen ·
2007: Edmund M. Clarke, E. Allen Emerson, Joseph Sifakis ·
2008: Barbara Liskov ·
2009: Charles Thacker ·
2010: Leslie Valiant ·
2011: Judea Pearl ·
2012: Shafi Goldwasser, Silvio Micali ·
2013: Leslie Lamport ·
2014: Michael Stonebraker ·
2015: Martin Hellman, Whitfield Diffie ·
2016: Tim Berners-Lee ·
2017: John L. Hennessy, David Patterson ·
2018: Yoshua Bengio, Geoffrey Hinton, Yann LeCun ·
2019: Patrick M. Hanrahan, Edwin E. Catmull ·
2020: Alfred Aho, Jeffrey Ullman ·
2021: Jack Dongarra ·
2022: Robert Metcalfe ·
2023: Avi Wigderson